# Estische Communistische Partij
De Estische Communistische Partij (Estisch: Eestimaa Kommunistlik Partei, EKP) was de enige legale politieke partij ten tijde van de Estische Socialistische Sovjetrepubliek (1940-1990).

## Geschiedenis
De Estische Communistische Partij kwam in 1920 voort uit de Estische afdeling van de Russische Sociaaldemocratische Arbeiderspartij (bolsjewieken) Na de Februarirevolutie (1917) slaagden de Estische bolsjewieken erin om de voornaamste politieke entiteit te vormen binnen het toen nog autonome gouvernoraat van Estland. Vanaf de zomer van 1917 domineerden de bolsjewieken de Sovjet van Tallinn en bij de verkiezingen voor de grondwetgevende vergadering van Rusland later dat jaar werd de bolsjewistische partij in Estland de grootste. In 1918 kwam er evenwel een einde aan de dominantie van de bolsjewieken in Estland toen Duitse troepen de Baltische staten, waaronder Estland, bezetten. De Estische bolsjewieken slaagden er met behulp van het Rode Leger wel in om bepaalde delen van het land te controleren en er een communistische tegenregering op te zetten. Aan het einde van de Eerste Wereldoorlog kwam er een einde aan de Duitse bezetting en wisten Estische militairen in de Estische Onafhankelijkheidsoorlog het Rode Leger inclusief de Estische bolsjewieken uit het land te verjagen. De bolsjewistische partij werd door de Estische regering verboden, maar hield op 5 november 1920 een illegaal congres in Tallinn waarbij de naam Estische Communistische Partij (EKP) werd aangenomen. De illegale EKP trachtte vakbewegingen te infiltreren en slaagde er in om de Estische Partij van het Werkvolk (ETP) te controleren. Bij verschillende verkiezingen wisten leden van de clandestiene EKP via lijsten van de ETP of als partijloze kandidaten te worden gekozen in het parlement. In 1924 probeerde de EKP via een staatsgreep de macht te grijpen. De staatsgreep mislukte en haar leiders vluchtten naar de Sovjet-Unie. President Konstantin Päts trok in 1935 alle macht naar zich toe en verbood alle politieke partijen. Het land werd een autoritaire staat op corporatistische grondslag.
In juni 1940 werd Estland door het Rode Leger bezet en geannexeerd door de Sovjet-Unie. Het land werd hernoemd tot de Estische SSR en de EKP werd de enige toegestane partij. De EKP werd een onderdeel van wat later de Communistische Partij van de Sovjet-Unie (CPSU) werd genoemd. De uitbouw van een socialistische staat onder leiding van de EKP vonden na de Tweede Wereldoorlog plaats. De Estische leiding van de EKP probeerde zoveel mogelijk de culturele onafhankelijk van Estland te bewaren, maar in 1950 vond een grote zuivering binnen de partijgelederen plaats en werden veel Estische leden van de EKP vanwege vermeende "nationaal-burgerlijke" sympathieën uit de partij gesloten. De EKP bestond sindsdien voor een aanzienlijk deel uit Russen die zich na de annexatie in 1940 in Estland hadden gevestigd, aangevuld door Esten die zich cultureel meer met de Russen verwant voelden.
Het einde van de jaren vijftig en het begin van de jaren zestig waren, als gevolg van de destalinisatie, een periode van dooi in de Estische SSR. Dit deed zich ook gelden binnen de EKP. De levensstandaard van de bevolking nam toe, en dit kwam de populariteit van de EKP ten goede. Echter, vanaf 1964, het jaar dat Leonid Brezjnev, secretaris-generaal werd van de CPSU, en daarmee de de facto leider van de USSR, was het gedaan met de liberalisatie. Brezjnev voerde een politiek van Russificatie door en de EKP viel ten prooi aan zuiveringen. De relatief milde leider van de EKP, Johannes Käbin, werd op een zijspoor gezet.
Karl Vaino, een volledig gerussificeerde Est, werd in 1978 eerste secretaris van de EKP en bleef aan tot 1988. Ondanks dat hij leiding gaf aan de Estische Communistische Partij en van Estische afkomst was, sprak hij de taal niet. In 1988 werd hij opgevolgd door de liberaalgezinde Vaino Väljas, een beschermeling van Käbin. De nieuwe partijleider steunde de beweging in Estland die streefde naar meer autonomie voor de Estische SSR ten opzichte van de USSR. Nog in 1988 verklaarde de ESSR zich soeverein binnen de USSR.
In 1990 verbrak de EKP de banden met de CPSU, veranderde de partijnaam in Estische Democratische Arbeiderspartij (EDTP) en gaf haar monopolie op de macht op. Op 8 mei 1990 werd de Republiek Estland gesticht, die op 20 augustus 1991 onafhankelijk werd van de Sovjet-Unie.

## Partijstructuur
Hoogste orgaan van de EKP was het Congres; de werkelijke macht lag echter in handen van het door het Congres gekozen Centraal Comité. De eerste secretaris van het Centraal Comité van de EKP was de partijleider. Het Bureau van het Centraal Comité vormde het dagelijks bestuur en was enigszins vergelijkbaar met het politbureau van de CPSU.
De belangrijkste persoon na de eerste secretaris, was de "tweede secretaris". De tweede secretarissen waren sinds de jaren veertig etnische Russen die namens de centrale regering in Moskou een soort toezicht houdende functie hadden.

## Partijleiders
| No.                  | Imagen               | Naam                       | Begin termijn        | Einde termijn        |
| Eerste secretarissen | Eerste secretarissen | Eerste secretarissen       | Eerste secretarissen | Eerste secretarissen |
| -------------------- | -------------------- | -------------------------- | -------------------- | -------------------- |
| 1                    |                      | Karl Säre                  | 28 augustus 1940     | 1943                 |
| 2                    |                      | Nikolai Karotamm           | 1943                 | 28 september 1944    |
|                      |                      | Nikolai Karotamm (interim) | 28 september 1944    | April 1950           |
| 3                    |                      | Johannes Käbin             | April 1950           | 26 juli 1978         |
| 4                    |                      | Karl Vaino                 | 26 juli 1978         | 26 juni 1988         |
| 5                    |                      | Vaino Väljas               | 16 juni 1988         | 23 maart 1990        |